# Okapiwildpark
Het Okapiwildpark (Frans: réserve de faune à okapis) is een wildpark, natuurreservaat en beschermd gebied in de noordoostelijke Congolese laaglandbossen, in het noordoosten van Congo-Kinshasa in de provincie Ituri. 
Het park werd in 1992 opgericht. In 1928 al installeerde de Amerikaanse antropoloog Patrick Putnam in het gebied een vangstation waar okapi's werden gevangen en verscheept naar Europese en Amerikaanse dierentuinen nadat de Antwerpse Zoo in 1919 als allereerste dierentuin een okapi bezat. Het station groeide uit tot het huidige conservatie- en onderzoekscentrum genoemd naar en gelegen aan de rivier Epulu. Heden worden enkel in gevangenschap geboren okapi's nog geëxporteerd als hun overlevingskansen groter zijn dan het centrum zelf kan bieden. Het park met een oppervlakte van 13.726 km² herbergt een grote populatie van 4.000 tot 6.000 okapi's naast bosolifanten en Congopauwen.

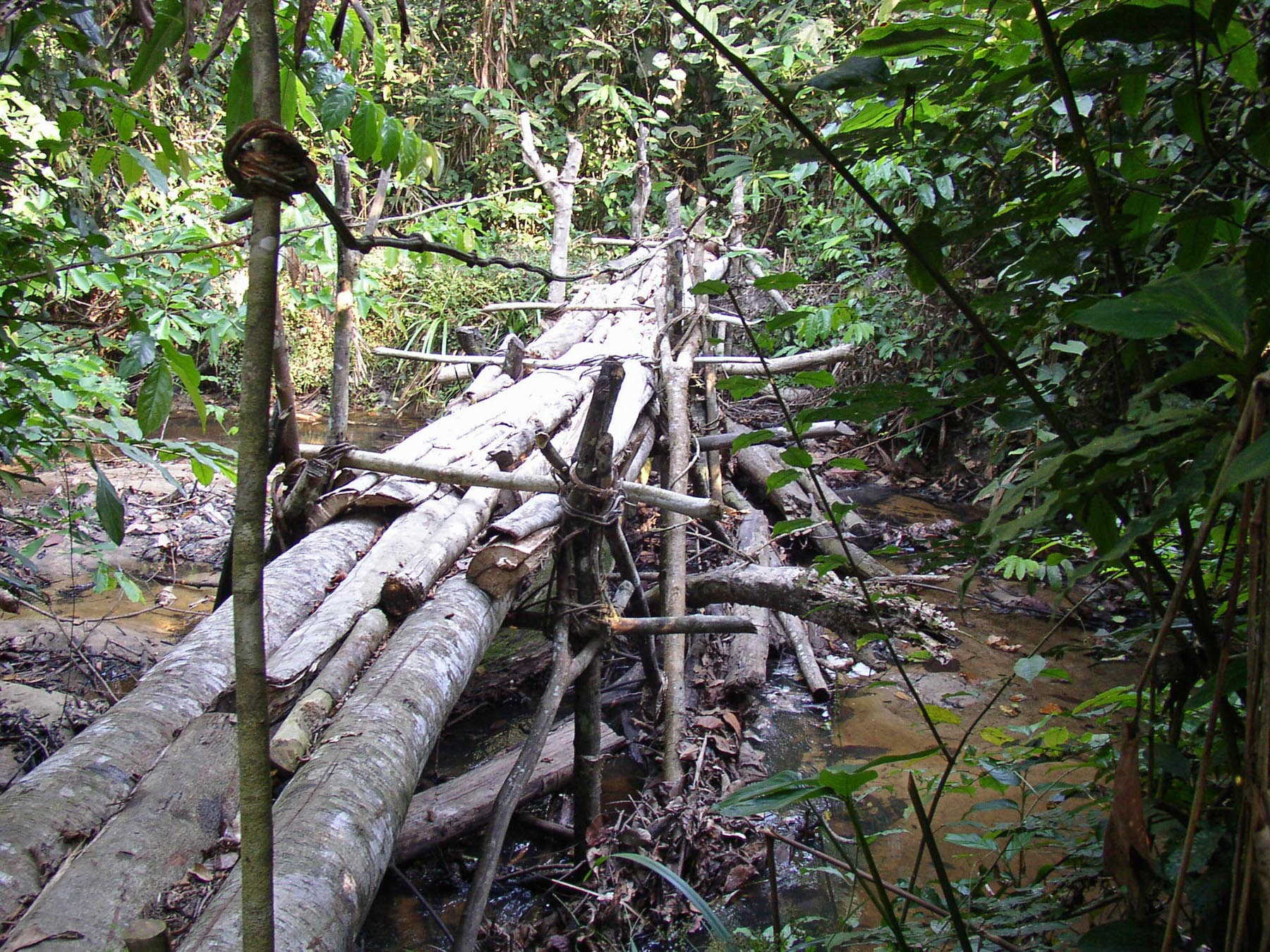
Houten brug uit volledig natuurlijke materialen over een moerassige zone in het wildpark

In het gebied leven inheemse Mbuti- en Efé-pigmeeën en Bantoevolken in harmonie met de fauna en flora van het gebied, met behoud van het Ituri-tropisch regenwoud waarvan een vijfde van de totale oppervlakte in dit park is gelegen. De Congolese Burgeroorlog en de hieruit voortvloeiende vluchtelingenstromingen is een grote ramp voor het gebied.  De wildstroperij voor vleesverkoop, de goudzoekers en de massale ontbossing door aangestoken bosbranden bedreigen in een korte tijdsspanne grote gedeelten van het gebied. De kaalslag van het woud door de nieuwe inwoners dient enkel voor landbouw op het gebied tot de bodem is uitgeput en nieuwe gebieden worden aangeslagen in het park.
Het Okapiwildpark werd in 1996 bij de 20e sessie van de Commissie voor het Werelderfgoed door de UNESCO erkend als werelderfgoed en toegevoegd aan de werelderfgoedlijst. De hierboven vermelde bedreigingen bleef de commissie zorgen baren en in 1997 werd het park toegevoegd aan de lijst van bedreigd werelderfgoed.